# Вайбштадт
Вайбштадт (нем. Waibstadt) — город в Германии, в земле Баден-Вюртемберг. 
Подчинён административному округу Карлсруэ. Входит в состав района Рейн-Неккар.  Население составляет 5723 человека (на 31 декабря 2010 года). Занимает площадь 25,57 км². Официальный код  —  08 2 26 091.
Город подразделяется на 3 городских района.

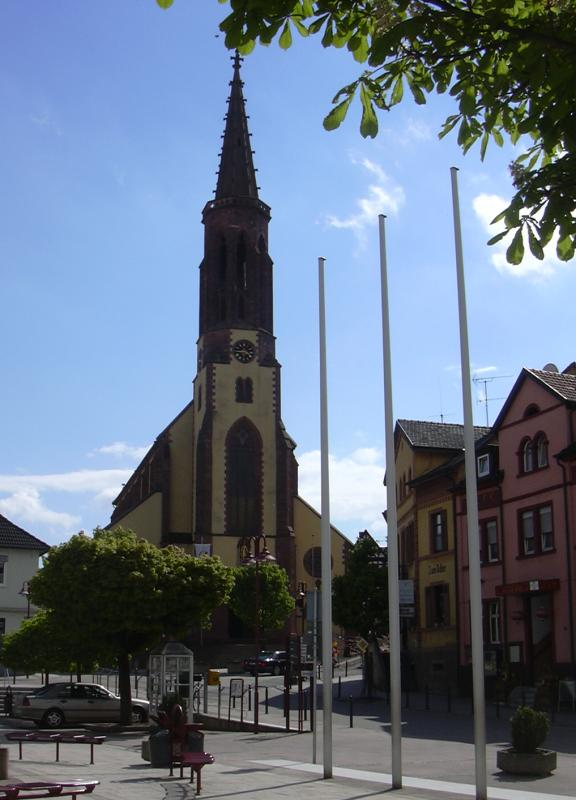
Рыночная площадь